# 小林靖雄
小林 靖雄（こばやし やすお、1922年7月1日 - 2003年10月6日）は、日本の経営学者。学位は、経営学博士（神戸大学・論文博士・1962年）（学位論文「原価管理に関する研究」）。東京工業大学名誉教授。第3期日本中小企業学会会長。勲三等旭日中綬章受章。

## 人物・経歴
東京出身。東京商科大学（現一橋大学）卒。1962年「原価管理に関する研究」で経営学博士（神戸大学）の学位を取得。1947年東京工業大学経営工学科助手（磯部喜一研究室）、1953年助教授、1962年教授、1976年工学部長、1983年定年退官、名誉教授、放送大学副学長、西東京科学大学（帝京科学大学）教授、1995-2000年同学長。2003年帝京大学医学部附属病院で死去。1998年勲三等旭日中綬章。1979年日本経営工学会副会長。日本中小企業学会の設立に関与し、1986年から第3期会長
。

## 著書
- 『科学的管理と労働』布井書房 労務管理シリーズ 1953
- 『原価管理論』森山書店 1954
- 『経営計画』金原出版 経営工学選書 1959
- 『計画原価計算』中央経済社 1961
- 『原価管理』森山書店 1961
- 『固定費の管理』中央経済社 1965
- 『設備投資管理』白桃書房 実践管理会計講座 1968
- 『総合原価管理』森山書店 1972
- 『経営管理 経営管理技法の体系』旺文社 テレビ大学講座 1982
- 『経営管理 2 経営管理の原理と体系』放送大学教育振興会 1986
- 『日本の中小工業 その経営視点』同友館 1993

### 共編著
- 『中小企業の雇用問題』松本達郎、水野武共編 有斐閣 中小企業叢書 1967
- 『先進国の中小企業比較』加藤誠一、滝沢菊太郎共編 有斐閣 中小企業叢書 1970
- 『現代中小企業基礎講座』全5巻 加藤誠一、水野武共編集 同友館 1976
- 『経営分析と財務管理』編著 放送大学教育振興会 1987
- 『日本経済と産業と企業』伊東光晴編、共著 放送大学教育振興会 1989
- 『企業の国際化と経営』編著 同友館 1994
- 『中小企業とは何か 中小企業研究五十五年』滝沢菊太郎共編 有斐閣 1996

### 翻訳
- K.メレロビッチ『コスト・マネジメント 原価計画と原価管理』松本雅男共監訳 日本事務能率協会 1962

## 論文
- ＜小林靖雄